# Осикмашвили, Леван
Лева́н Осикмашви́ли (груз. ლევან ოსიყმაშვილი; род. 20 апреля 2002, Тбилиси) — грузинский футболист, полузащитник тбилисского «Динамо».

## Клубная карьера
Воспитанник тбилисского «Динамо». Свой дебют в чемпионате Грузии Леван Осикмашвили провёл 3 мая 2022 года в возрасте 20 лет, выйдя на поле в матче против батумского «Динамо» (0:0). По итогам сезона его команда стала чемпионом Грузии, а позже завоевала и Суперкубок страны. Летом того же года Осикмашвили впервые сыграл в еврокубках, приняв участие в квалификационных матчах Лиги конференций против эстонского клуба «Пайде».
В первой половине 2023 года он выступал на правах аренды за кутаисское «Торпедо», после чего вернулся в «Динамо». В сезоне 2024 года был основным игроком тбилисской команды.
В январе 2025 года отправился в аренду сроком на полгода в израильский клуб «Хапоэль» (Хадера), который по итогам сезона сумел сохранить прописку в высшем дивизионе, заняв 12-е место.

## Карьера в сборной
Выступал за юношеские сборные Грузии до 17 и до 18 лет. В 2022 году дебютировал за молодежную сборную Грузии (до 21 года). В 2025 году принял участие в молодежном чемпионате Европы, который проходил в Словакии.

## Достижения
- Чемпион Грузии: 2022
- Обладатель Суперкубка Грузии: 2022